# واک اوی، استرالیای غربی
واک اوی (به انگلیسی: Walkaway) یک شهرک در استرالیا است که در استرالیای غربی واقع شده‌است.